# Tavurvur
Tavurvur je aktivní sopka, jež se nachází poblíž města Rabaul v provincii Východní Nová Británie na severovýchodním cípu ostrova Nová Británie ve státě Papua Nová Guinea. Je to vedlejší sopouch stratovulkánu Rabaul a leží na východním okraji jeho kaldery.Stratovulkán Rabaul patří mezi nejnebezpečnější sopky v Papui Nové Guineji a je znám svými erupcemi strombolského a vulkánského typu, které měly dopad především na město Rabaul.

## Historie
V roce 1937 vybuchl Tavurvur a další sopka Vulcan v kaldeře Rabaulu, která se nachází na protilehlém západním břehu místní zátoky s přístavem. Jejich společná erupce zabila 507 lidí.
Erupce Tavurvuru a Vulcanu 19. září 1994 měla – díky včasnému varování – jen pět obětí, ale pohřbila město Rabaul pod vrstvou popela. Nový Rabaul byl postaven více na západ.
7. října 2006 vybuchl Tavurvur znovu a síla její počáteční erupce rozbila okna do vzdálenosti 12 km a vyslala erupční sloupec až do výšky 18 km. Vítr naštěstí odvál většinu popela směrem od Rabaulu.
Další erupce následovaly 2010, 2011 a 29. srpna 2014. Při velmi silné erupci Tavurvuru v srpnu 2014 vystoupal sopečný popel opět až do výšky 18 kilometrů a zasáhl mnoho míst v okolí, včetně měst Rabaulu, Volavola a 25 km vzdáleného Kerevatu.

## Gallerie

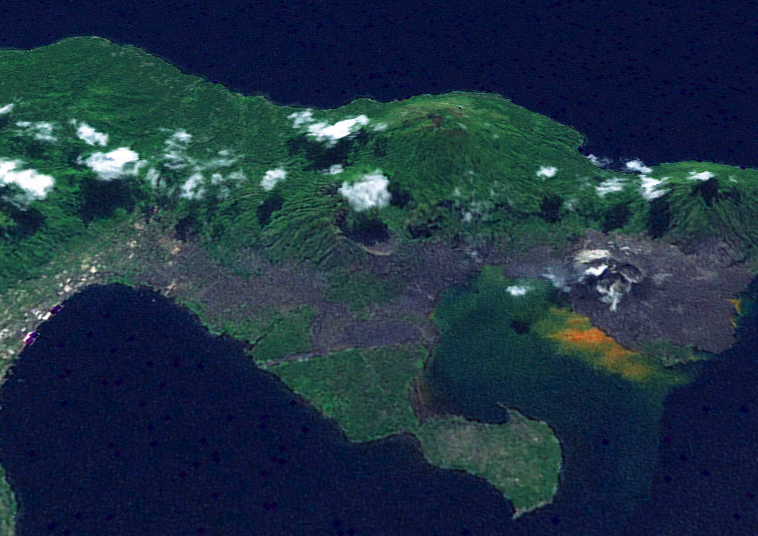
Tavurvur při pohledu z vesmíru
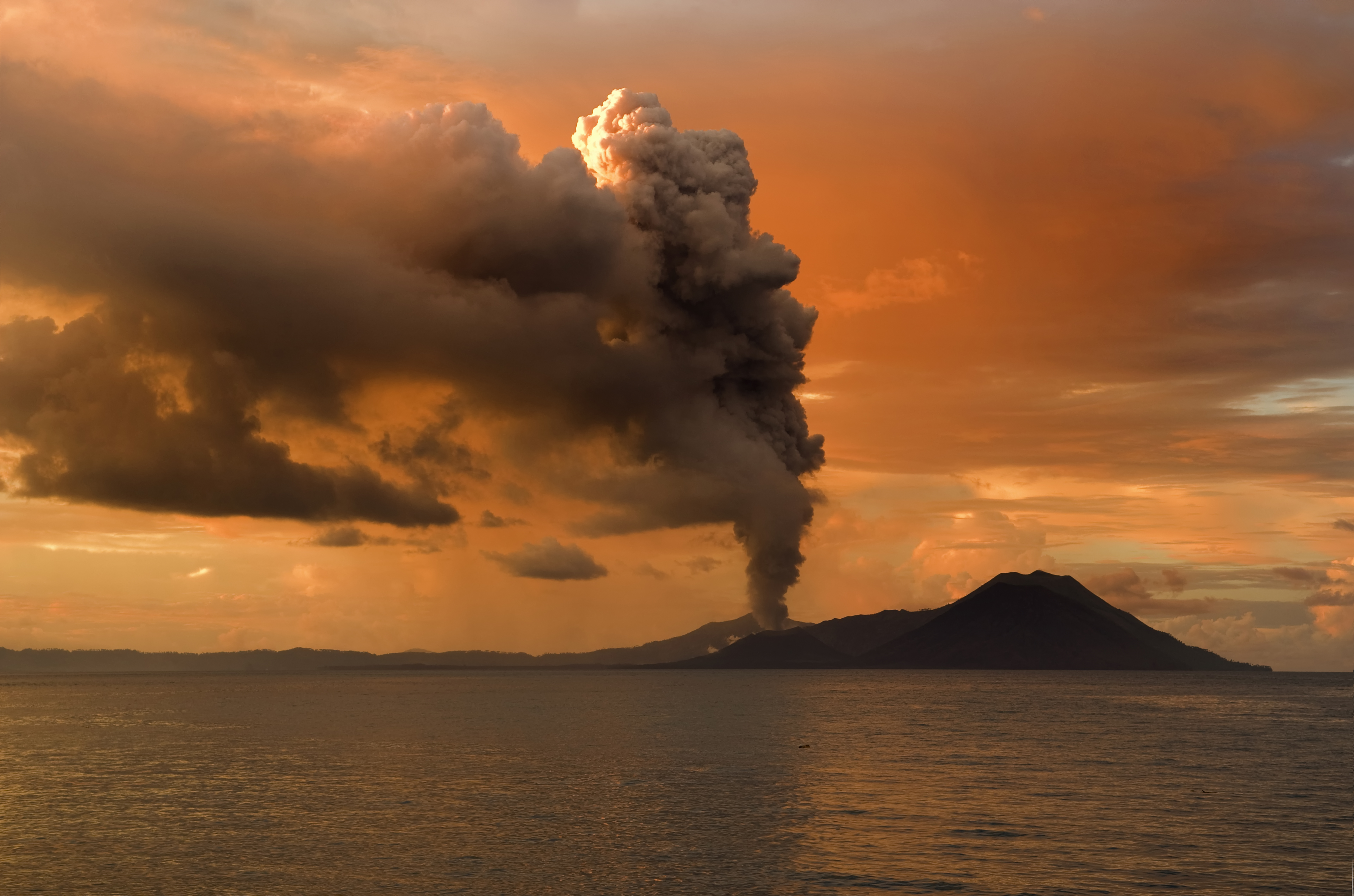
Erupce Tavurvuru v roce 2009
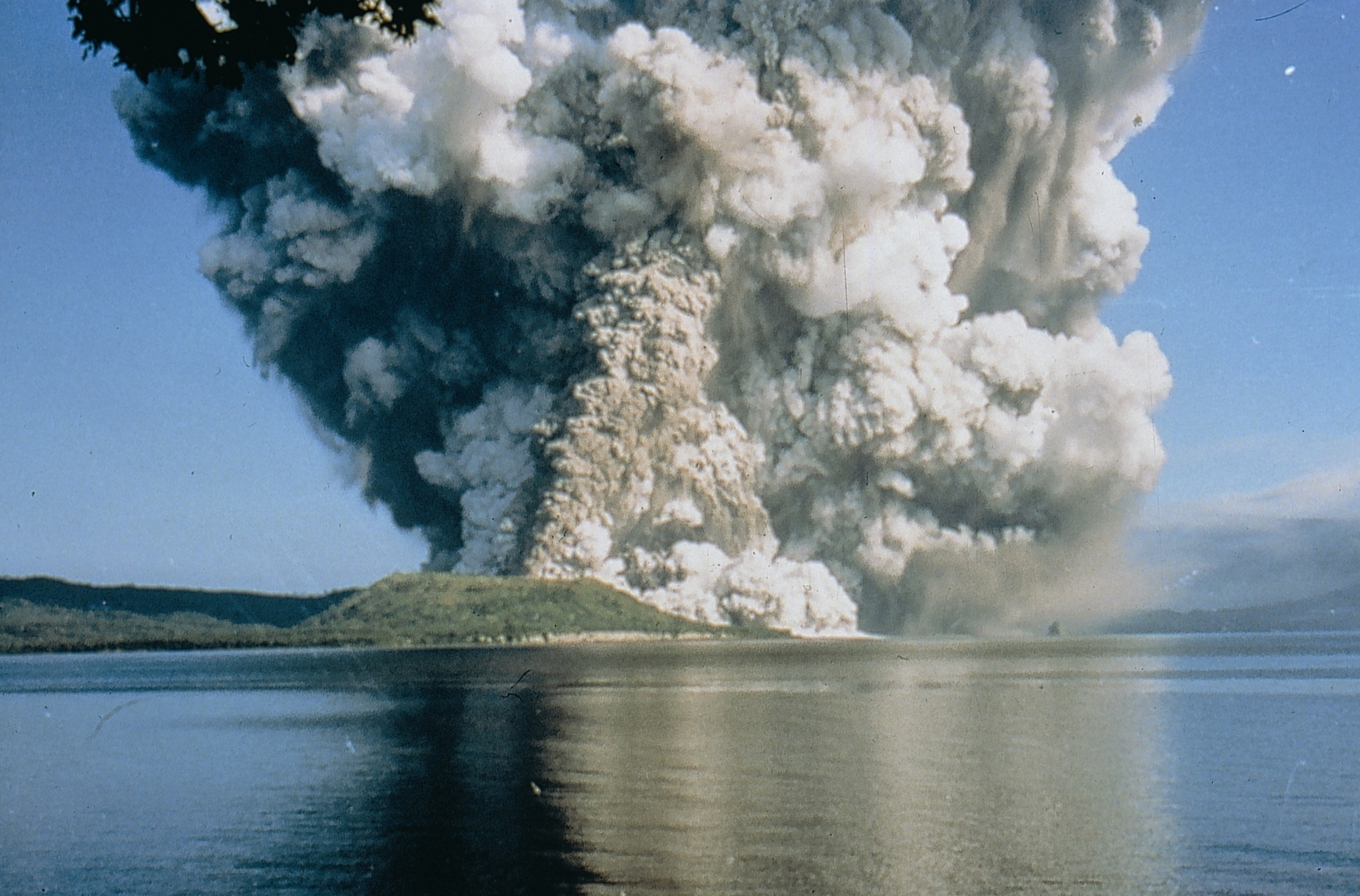
Erupce sopky Vulcan
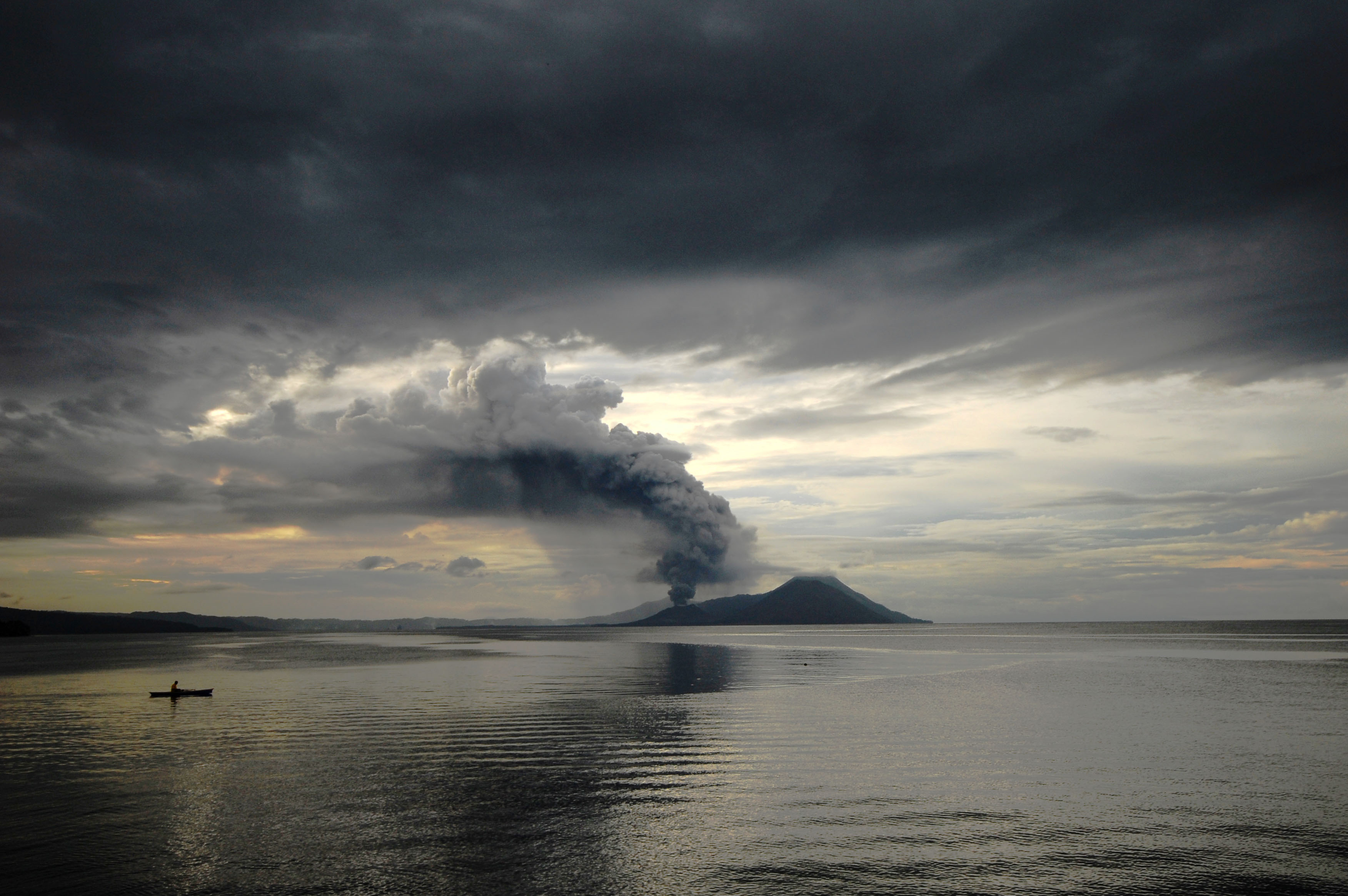
Sopka Tavurvur v roce 2008